# Condado de Soto Ameno
El Condado de Soto Ameno es un título Nobiliario Español creado el 3 de febrero de 1795 por el rey Carlos IV a favor de Nicolás Scorcia Ladrón y Pascual de Riquelme, con el Vizcondado previo de Alameda.
Su denominación hace referencia a la Torre Soto, propiedad de la familia Scorcia en el municipio de Alicante, en la Comunidad Valenciana, España.

## Condes de Soto Ameno
|                                  | Titular                                              | Periodo                |
| Creación por Carlos IV           | Creación por Carlos IV                               | Creación por Carlos IV |
| -------------------------------- | ---------------------------------------------------- | ---------------------- |
| I                                | Nicolás Scorcia-Ladrón y Pascual de Riquelme         | 1795-1796              |
| II                               | Nicolás-Francisco Scorcia-Ladrón y Pascual del Pobil | 1796-1825              |
| III                              | Nicolás-Ramón Scorcia y Pascual del Pobil            | 1825-1829              |
| IV                               | María-Josefa Scorcia Pascual del Pobil               | 1829-1868              |
| V                                | Luis Vergadá Scorcia                                 | 1868-1890              |
| VI                               | Ramón Vergadá Scorcia                                | 1890-1900              |
| Rehabilitación por Juan Carlos I |                                                      |                        |
| VII                              | Manuel Bermell-Scorcia Vergadá                       | 1983-2003              |
| VIII                             | Manuel-Federico Bermell-Scorcia Tormo                | 2003-actual            |

## Historia de los Condes de Soto Ameno
El Condado de Soto Ameno está ligado a la familia de origen italiano Scorcia, descendiente de los Condes de Lavagna de Milán. Rica familia burguesa de comerciantes que tras instalarse en la ciudad española de Alicante en 1565 fue accediendo a distintos cargos políticos, religiosos y militares, y entroncando con descendientes de familias nobiliarias valencianas, hasta que transcurridos doscientos años obtuvo su propio título nobiliario. En determinadas épocas se españolizó el apellido familiar bajo la forma «Escorcia», aunque posteriormente se retomó la forma original italiana de «Scorcia».
Los hermanos Andrea y Julio Scorcia fueron naturales de Atagio (República de Génova) y comerciantes en Alicante, instalándose en la ciudad de Alicante a partir de 1565 y contrayendo matrimonio con dos hermanas de la burguesía alicantina, respectivamente, Ana y Josefa Masuch Riera. El hijo del primero, Nicolás Escorcia Masuch fue capitán de compañía de milicias de la ciudad, casó con la valenciana Ana Ladrón Berenguer -hija del gobernador de Játiva- y fue padre de tres caballeros de la Orden de Montesa: Enrique (1605-1659, ingresó en 1636), Juan (1616-1677, ingresó en 1647) y Francisco Escorcia Ladrón (1612-1680, ingresó en 1669). Lo cual demuestra el rápido ascenso social de la familia.
Igualmente fueron ingresando en la Orden de Montesa el hijo de Enrique, Francisco-Andrés Escorcia-Ladrón de Aracil (en 1663), el hijo de éste, Francisco-Enrique Escorcia Mercader (en 1682), y el hijo de este último, Nicolás-Francisco Escorcia-Ladrón y Escorcia-Ladrón (en 1731).
Nicolás-Francisco Escorcia-Ladrón (Alicante, 1701) contrajo matrimonio en 1724 con Jacinta Pascual de Riquelme y Pérez de Sarrió (Alicante,1703), hija de Antonio Pascual de Riquelme y Robles. Descendencia:
- Nicolás Scorcia-Ladrón y Pascual de Riquelme (c.1725-1796), I Conde de Soto Ameno. Casado en 1746 con:

1. Josefa Pascual del Pobil Rovira (1716-1798). Hija de Nicolás Pasqual del Pobil Forner, III Barón de Finestrat. Descendencia:

- Nicolás-Francisco Scorcia-Ladrón y Pascual del Pobil (Alicante, 1749-id., 1829), II Conde de Soto Ameno. Primer alcalde constitucional de la ciudad de Alicante entre 1812 y 1813. Casado en 1787 con su prima hermana:

1. María Pascuala Pascual del Pobil Guzmán (Alicante,1770-1834). Hija de Francisco Pascual del Pobil Rovira, IV Barón de Finestrat. Descendencia:

- Nicolás-Ramón Scorcia Pascual del Pobil (Alicante, 1787-1829), III Conde de Soto Ameno. Fallecido sin descendencia, le sucedió en el título su hermana:
- María Josefa Scorcia Pascual del Pobil (Alicante, 1789-1868), IV Condesa de Soto Ameno. Casada en 1814 con:

1. José Vergadá y Barta (Burriana-Valencia, 1854). Alcalde de Valencia en 1840 y senador por la Provincia de Valencia entre 1841 y 1843.[4] Hijo de Antonio Vergadá Almunia, terrateniente descendiente de la familia Rois de Corella. Utilizó habitualmente el título de Conde de Soto Ameno, en calidad de consorte. Descendencia:

- Luis Vergadá Scorcia (Cuart de Poblet, 1825-Valencia, 1890), V Conde de Soto Ameno. Senador por la Provincia de Valencia entre 1881 y 1890.[5] Fallecido sin descendencia, le sucedió en el título su hermano:
- Ramón Vergadá Scorcia (Sagunto, 1831- 1900), VI Conde de Soto Ameno. Casado en 1858 con:

1. María de la Encarnación Artal Bernat (Sueca). El título fue suspendido en 1901, y rehabilitado por su biznieto en 1983:

- Manuel Bermell-Scorcia Vergadá (Paterna, 1913-Valencia, 2003), VII Conde de Soto Ameno.[6] Casado con:

1. Isabel Tormo Marí (Valencia, 1926-2016). Descendencia:

- Manuel Federico Bermell-Scorcia Tormo (Valencia), VIII Conde de Soto Ameno.[7] Actual titular del título.